# Сок-Сіті (Вісконсин)
Сок-Сіті (англ. Sauk City) — селище (англ. village) в США, в окрузі Сок штату Вісконсин. Населення — 3518 осіб (2020).

## Географія
Сок-Сіті розташований за координатами 43°16′24″ пн. ш. 89°43′57″ зх. д. / 43.27333° пн. ш. 89.73250° зх. д. (43.273272, -89.732456).  За даними Бюро перепису населення США в 2010 році селище мало площу 4,45 км², з яких 3,95 км² — суходіл та 0,51 км² — водойми.

## Демографія
Згідно з переписом 2010 року, у селищі мешкало 3410 осіб у 1431 домогосподарстві у складі 871 родини. Густота населення становила 766 осіб/км².  Було 1508 помешкань (339/км²).
Расовий склад населення:
| - 94,6 % — білих - 0,9 % — корінних американців - 0,4 % — азіатів - 0,2 % — чорних або афроамериканців - 2,8 % — осіб інших рас |

До двох чи більше рас належало 1,1 %. Частка іспаномовних становила 5,0 % від усіх жителів.
За віковим діапазоном населення розподілялося таким чином: 23,8 % — особи молодші 18 років, 59,0 % — особи у віці 18—64 років, 17,2 % — особи у віці 65 років та старші. Медіана віку мешканця становила 39,3 року. На 100 осіб жіночої статі у селищі припадало 89,5 чоловіків;  на 100 жінок у віці від 18 років та старших — 87,1 чоловіків також старших 18 років.
Середній дохід на одне домашнє господарство  становив 61 950 доларів США (медіана — 51 584), а середній дохід на одну сім'ю — 78 364 долари (медіана — 69 022). Медіана доходів становила 45 141 долар для чоловіків та 39 224 долари для жінок. За межею бідності перебувало 9,8 % осіб, у тому числі 16,0 % дітей у віці до 18 років та 4,1 % осіб у віці 65 років та старших.
Цивільне працевлаштоване населення становило 1768 осіб. Основні галузі зайнятості: освіта, охорона здоров'я та соціальна допомога — 21,4 %, роздрібна торгівля — 18,8 %, виробництво — 14,4 %, мистецтво, розваги та відпочинок — 11,9 %.